# Carex elanescens
Carex elanescens là một loài thực vật có hoa trong họ Cói. Loài này được Cif. & Giacom. mô tả khoa học đầu tiên năm 1950.